# Художественная реставрация зубов
Художественная реставрация зубов — метод, представляющий собой повторение нормальной структуры естественного зуба путём имитации зубных тканей различными искусственными материалами. Такая реставрация может быть направлена как на коррекцию врожденных нарушений внешнего вида и положения зубов, так и на ликвидацию последствий жизнедеятельности, то есть травмы, возрастная стираемость, приобретенные стойкие изменения цвета.
Впервые термин упоминается Сергеем Радлинским в первом номере журнала "Дентарт" в 1995 году (с.63-67) 
Для художественной реставрации зубов используются прямые композитные  реставрации и керамические виниры.